# Susanne Billig
Susanne Billig (* 2. April 1961 in Wetter an der Ruhr) ist eine deutsche Roman- und Drehbuchautorin sowie Wissenschaftsjournalistin.

## Leben und Wirken
Susanne Billig wurde im Ruhrgebiet geboren. Nach ihrem Abitur zog sie nach London, wo sie als Telefonistin arbeitete. Danach lebte sie in einer Landkommune in Wales. Sie studierte Biologie in Berlin, wo sie sich in der Szene der Hausbesetzer und in der Frauenbewegung engagierte. Nach dem Studium arbeitete sie in einem Laboratorium für Gentechnologie und anschließend drei Jahre als Redakteurin der Zeitschrift Gen-ethischer Informationsdienst, die sich kritisch mit Gentechnik und Reproduktionsmedizin auseinandersetzt. Es folgte eine Zeit als freie Journalistin. Unter anderem schrieb sie für Die Tageszeitung, Der Tagesspiegel, das Greenpeace Magazin und das Stadtmagazin zitty. Als Wissenschaftsjournalistin gestaltete sie Sendungen für das Fernsehprogramm der Deutschen Welle, das Deutschlandradio Kultur, den Deutschlandfunk und den WDR.
Gemeinsam mit Gabriele Kämper schrieb Susanne Billig 1987 ein Stimmungsbild zur Situation Jugendlicher in Kreuzberg über Freizeitverhalten, Arbeitslosigkeit, Ausländerfeindlichkeit, Kultur und Lebensperspektiven, das von der S.T.E.R.N. Gesellschaft der Behutsamen Stadterneuerung Berlin mbH veröffentlicht wurde.
Als Romanautorin arbeitete Susanne Billig im Schwerpunkt im Genre Kriminalroman. In ihren Kriminalromanen ermittelt Helen Marrow, eine Journalistin mit besonderen Fähigkeiten als Detektivin. Im Jahr 2000 legte Susanne Billig den Lesbenroman Ein gieriger Ort vor, der von der Kritik stark beachtet wurde. Andrea Roedig urteilte in der Freitag: „Ein gieriger Ort ist melancholisch, aber gut geschrieben. Die Geschichten üben ihren eigenen dunklen Sog aus, ziehen ins Geschehen hinein und sie sind dicht […] Im Genre Lesbenroman ist das Buch eine interessante Variante, vor allem, weil es anderes im Visier hat, als die üblichen verliebten Geschichten. Aber natürlich geht es hier um Liebe, um reichlich viel Sex, und natürlich schrammt Billig an etlichen Stellen hart am Kitsch vorbei, das muss so sein. Denn auch in Berlin wird alles – ein bisschen – gut.“
Als Drehbuchautorin war sie an mehreren Spielfilmen beteiligt. Der Kinofilm Verfolgt, der nach ihrem Drehbuch unter der Regie von Angelina Maccarone verfilmt wurde, erhielt 2006 auf dem Internationalen Filmfestival von Locarno den Goldenen Leoparden. Sie schrieb auch gemeinsam mit Angelina Maccarone das Drehbuch des Films Schönheit komm, der Tag ist halb vergangen (2001) nach dem Roman von Tessa de Loo.
Susanne Billig orientiert sich seit 1988 am Buddhismus. Sie ist Mitglied des Kuratoriums der Stiftung Buddhistische Akademie, die von Peter Gäng und anderen gegründet wurde. Die traditionsübergreifende buddhistische Gemeinschaft Die Kraniche geht auf die Initiative Susanne Billigs zurück.
Mit Sylvia Wetzel legte Susanne Billig ein Meditationsprogramm unter dem Titel Leichter leben vor.

## Publikationen
- Mit Haut und Handel. (rororo-Thriller) Rowohlt Verlag, Reinbek bei Hamburg 1992, ISBN 3-499-43072-X.
- Sieben Zeichen. Dein Tod. (rororo-Thriller) Rowohlt Verlag, Reinbek bei Hamburg 1994, ISBN 3-499-43141-6.
- Im Schatten des schwarzen Vogels. (rororo-Thriller) Rowohlt Verlag, Reinbek bei Hamburg 1996, ISBN 3-499-43187-4.
- Die Tage der Vergeltung. (rororo-Thriller) Rowohlt Verlag, Reinbek bei Hamburg 1997, ISBN 3-499-43247-1.
- Ein gieriger Ort. Roman. Orlanda Verlag, Berlin 2000, ISBN 3-929823-65-9.
- Angriff von innen. Helen Marrows erster Fall. Orlanda Verlag, Berlin 2002, ISBN 3-929823-87-X.
- Angstherz. Helen Marrows dritter Fall. Orlanda Verlag, Berlin 2004, ISBN 3-936937-16-8.
- Die Karte des Piri Re’is. Das vergessene Wissen der Araber und die Entdeckung Amerikas. C.H.Beck Verlag, München 2017, ISBN 978-3-406-71351-4. (Rezension bei Sehepunkte)